# Хадавеј
Нестор Александер Хадавеј (енгл. Nestor Alexander Haddaway; Порт ов Спејн, 9. јануар 1965), или само Хадавеј (енгл. Haddaway), познати је тринидадско-немачки певач.
Још као дете се сели у Европу са својим оцем, а затим прелази у САД. Завршио је средњу школу у Мериленду 1983. Након шест година враћа се у Европу и настањује у Келну, где је играо фудбал и такође радио као кореограф.
Постаје познат у музичком свету 1993, када је објавио први албум Haddaway. Први сингл, What Is Love (Шта је љубав) достигао је друго место у Уједињеном Краљевству и Немачкој, али је био број један у 13 других земаља. На Билборд хот 100 у Сједињеним Америчким Државама је 11 и број 12 у Аустралији. Песма је 75. најпродаванији сингл свих времена у Немачкој.
Укупно је објавио седам студијских албума. Живи у Кицбилу, Аустрија, а такође има и кућу у Келну, у Немачкој.

## Дискографија
| - 1993: What Is Love - 1993: What Is Love (Remix) - 1993: Life - 1993: Life (Remix) - 1993: I Miss You - 1994: Rock My Heart - 1995: Fly Away - 1995: Catch a Fire - 1995: Lover Be Thy Name - 1997: What About Me - 1998: Who Do You Love - 1998: You're Taking My Heart - 1999: The Millennium Mixes - 2001: Deep - 2002: Love Makes - 2003: What Is Love - Reloaded - 2005: Spaceman - 2005: Missionary Man - 2007: Follow Me - 2009: I Love the 90's (feat. Dr. Alban) - 2009: Klaas meets Haddaway - What Is Love - 2010: You Gave Me Love - 2012: Haddaway feat. The Mad Stuntman - Up And Up | - 1993: Haddaway / The Album - 1995: The Drive - 1998: Let's Do It Now - 2001: My Face - 2002: Love Makes - 2005: Pop Splits - 2011: Gotta Be |